# Herforder Kleinbahn
Die Herforder Kleinbahnen GmbH betrieb von 1900 bis 1966 eine – seit 1930/33 elektrifizierte – Schmalspurstrecke.
| Kursbuchstrecke (DB): | 214f (1962)                                                                                      |                               |                               |
| Kursbuchstrecke: | 193r (Wallenbrück – Herford Kleinbf 1934) 193h (Herford Klbf – Vlotho Reichsbf 1934) 213k (1946) |                               |                               |
| Streckenlänge: | 40,8 km                                                                                          |                               |                               |
| Spurweite: | 1000 mm (Meterspur)                                                                              |                               |                               |
| Stromsystem: | 1500 =                                                                                           |                               |                               |
| |                                                                                                  |                               |                               |
| \| \| 0,0 \| Wallenbrück⊙ \| Wallenbrück⊙ \| \| \| 3,4 \| Spenge ⊙ \| Spenge ⊙ \| \| \| 5,6 \| Westerenger ⊙ \| Westerenger ⊙ \| \| \| \| Bielefelder Kreisbahnen ⊙ \| \| \| \| 8,5 \| Enger, Bf. ⊙ \| Enger, Bf. ⊙ \| \| \| 9,3 \| Enger-Wörde ⊙ \| Enger-Wörde ⊙ \| \| \| 11,0 \| Steinbeck Bf ⊙ \| Steinbeck Bf ⊙ \| \| \| 12,5 \| Oetinghausen, Heide ⊙ \| Oetinghausen, Heide ⊙ \| \| \| 13,6 \| Oetinghausen ⊙ \| Oetinghausen ⊙ \| \| \| 14,5 \| Lippinghausen ⊙ \| Lippinghausen ⊙ \| \| \| 15,2 \| Sundern ⊙ \| Sundern ⊙ \| \| \| \| Bahnstrecke Hamm–Minden ⊙ \| \| \| \| 17,9 \| Herford, Kleinbahnhof⊙ \| Herford, Kleinbahnhof⊙ \| \| \| \| Werre ⊙ \| \| \| \| 19,2 \| Lübbertor ⊙ \| Lübbertor ⊙ \| \| \| 19,7 \| Bergertor⊙ \| Bergertor⊙ \| \| \| 21,7 \| Friedenstal ⊙ \| Friedenstal ⊙ \| \| \| \| Bundesautobahn 2⊙ \| \| \| \| 24,8 \| Bad Salzuflen, Kleinbahnhof ⊙ \| Bad Salzuflen, Kleinbahnhof ⊙ \| \| \| 25,6 \| Kurpark ⊙ \| Kurpark ⊙ \| \| \| 28,7 \| Loose ⊙ \| Loose ⊙ \| \| \| 30,7 \| Hagenmühle ⊙ \| Hagenmühle ⊙ \| \| \| 31,8 \| Exter ⊙ \| Exter ⊙ \| \| \| 33,8 \| Solterwisch \| Solterwisch \| \| \| 35,7 \| Holwiesen-Wehrendorf ⊙ \| Holwiesen-Wehrendorf ⊙ \| \| \| 38,0 \| Horst ⊙ \| Horst ⊙ \| \| \| 38,9 \| Vlotho, Kleinbahnhof ⊙ \| Vlotho, Kleinbahnhof ⊙ \| \| \| 39,9 \| Weserstraße ⊙ \| Weserstraße ⊙ \| \| \| \| \| \| \| \| 40,4 \| Vlotho Bundesbahnhof ⊙ \| Vlotho Bundesbahnhof ⊙ \| \| \| \| Vlotho Weserbahn ⊙ \| \| \| \| \| Anschluss Kieswerk \| \| \| \| \| Vlotho, Weserhafen ⊙ \| \| |                                                                                                  |                               |                               |
| Kopfbahnhof Streckenanfang (Strecke außer Betrieb) | 0,0                                                                                              | Wallenbrück⊙                  | Wallenbrück⊙                  |
| Bahnhof (Strecke außer Betrieb) | 3,4                                                                                              | Spenge ⊙                      | Spenge ⊙                      |
| Bahnhof (Strecke außer Betrieb) | 5,6                                                                                              | Westerenger ⊙                 | Westerenger ⊙                 |
| Abzweig geradeaus und von rechts (Strecke außer Betrieb) |                                                                                                  | Bielefelder Kreisbahnen ⊙     | Bielefelder Kreisbahnen ⊙     |
| Bahnhof (Strecke außer Betrieb) | 8,5                                                                                              | Enger, Bf. ⊙                  | Enger, Bf. ⊙                  |
| Haltepunkt / Haltestelle (Strecke außer Betrieb) | 9,3                                                                                              | Enger-Wörde ⊙                 | Enger-Wörde ⊙                 |
| Bahnhof (Strecke außer Betrieb) | 11,0                                                                                             | Steinbeck Bf ⊙                | Steinbeck Bf ⊙                |
| Haltepunkt / Haltestelle (Strecke außer Betrieb) | 12,5                                                                                             | Oetinghausen, Heide ⊙         | Oetinghausen, Heide ⊙         |
| Bahnhof (Strecke außer Betrieb) | 13,6                                                                                             | Oetinghausen ⊙                | Oetinghausen ⊙                |
| Haltepunkt / Haltestelle (Strecke außer Betrieb) | 14,5                                                                                             | Lippinghausen ⊙               | Lippinghausen ⊙               |
| Haltepunkt / Haltestelle (Strecke außer Betrieb) | 15,2                                                                                             | Sundern ⊙                     | Sundern ⊙                     |
| Kreuzung geradeaus unten (Strecke geradeaus außer Betrieb) |                                                                                                  | Bahnstrecke Hamm–Minden ⊙     | Bahnstrecke Hamm–Minden ⊙     |
| Bahnhof (Strecke außer Betrieb) | 17,9                                                                                             | Herford, Kleinbahnhof⊙        | Herford, Kleinbahnhof⊙        |
| Brücke über Wasserlauf (Strecke außer Betrieb) |                                                                                                  | Werre ⊙                       | Werre ⊙                       |
| Haltepunkt / Haltestelle (Strecke außer Betrieb) | 19,2                                                                                             | Lübbertor ⊙                   | Lübbertor ⊙                   |
| Bahnhof (Strecke außer Betrieb) | 19,7                                                                                             | Bergertor⊙                    | Bergertor⊙                    |
| Bahnhof (Strecke außer Betrieb) | 21,7                                                                                             | Friedenstal ⊙                 | Friedenstal ⊙                 |
| Strecke mit Straßenbrücke (Strecke außer Betrieb) |                                                                                                  | Bundesautobahn 2⊙             | Bundesautobahn 2⊙             |
| Bahnhof (Strecke außer Betrieb) | 24,8                                                                                             | Bad Salzuflen, Kleinbahnhof ⊙ | Bad Salzuflen, Kleinbahnhof ⊙ |
| Bahnhof (Strecke außer Betrieb) | 25,6                                                                                             | Kurpark ⊙                     | Kurpark ⊙                     |
| Bahnhof (Strecke außer Betrieb) | 28,7                                                                                             | Loose ⊙                       | Loose ⊙                       |
| Haltepunkt / Haltestelle (Strecke außer Betrieb) | 30,7                                                                                             | Hagenmühle ⊙                  | Hagenmühle ⊙                  |
| Bahnhof (Strecke außer Betrieb) | 31,8                                                                                             | Exter ⊙                       | Exter ⊙                       |
| Haltepunkt / Haltestelle (Strecke außer Betrieb) | 33,8                                                                                             | Solterwisch                   | Solterwisch                   |
| Bahnhof (Strecke außer Betrieb) | 35,7                                                                                             | Holwiesen-Wehrendorf ⊙        | Holwiesen-Wehrendorf ⊙        |
| Haltepunkt / Haltestelle (Strecke außer Betrieb) | 38,0                                                                                             | Horst ⊙                       | Horst ⊙                       |
| Bahnhof (Strecke außer Betrieb) | 38,9                                                                                             | Vlotho, Kleinbahnhof ⊙        | Vlotho, Kleinbahnhof ⊙        |
| Haltepunkt / Haltestelle (Strecke außer Betrieb) | 39,9                                                                                             | Weserstraße ⊙                 | Weserstraße ⊙                 |
| Verschwenkung von links (Strecke außer Betrieb) · Verschwenkung von rechts (Strecke außer Betrieb) |                                                                                                  |                               |                               |
| Strecke (außer Betrieb) · Kopfbahnhof Streckenende (Strecke außer Betrieb) | 40,4                                                                                             | Vlotho Bundesbahnhof ⊙        | Vlotho Bundesbahnhof ⊙        |
| Kreuzung geradeaus unten (Strecke geradeaus außer Betrieb) · Bahnhof quer |                                                                                                  | Vlotho Weserbahn ⊙            | Vlotho Weserbahn ⊙            |
| Abzweig nach links und von links (Strecke außer Betrieb) · Strecke quer (außer Betrieb) |                                                                                                  | Anschluss Kieswerk            | Anschluss Kieswerk            |
| Betriebs-/Güterbahnhof Streckenende (Strecke außer Betrieb) |                                                                                                  | Vlotho, Weserhafen ⊙          | Vlotho, Weserhafen ⊙          |

## Geschichte
Die Planungen der Gesellschaft gehen bis in das Jahr 1895 zurück. Seit dieser Zeit wurden vom Kreistag Planungen zum Bau einer rund 111 Kilometer langen Strecke betrieben. 1897 wurden die ersten Pläne dem Kreistag des Kreises Herford vorgelegt. Am 14. Juni 1898 wurde mit einem Gesellschaftskapital von 1,4 Millionen Mark die Herforder Kleinbahnen GmbH gegründet. Anteilseigner waren der Kreis, die Stadt Herford und die neun weiteren Anliegergemeinden, die Fürstliche Rentkammer in Detmold und zehn Privatleute. In den Jahren 1927 bis 1931 übernahm das Elektrizitätswerk Minden-Ravensberg GmbH (EMR) das gesamte Stammkapital – bis auf 20.000 Mark.
Die zunächst favorisierte Spurweite von 600 mm wurde nach längeren Streitigkeiten zugunsten der Meterspur aufgegeben. Geplant war eine Verbindung über Spenge nach Melle, als westlicher Endpunkt wurde jedoch nur Wallenbrück an der Kreis- und heutigen Landesgrenze zwischen Nordrhein-Westfalen und Niedersachsen erreicht. Auch eine Zweigstrecke nach Bünde war geplant, wurde aber nie realisiert.

### Eröffnung der Streckenabschnitte
- 10. August 1900 – von Herford nach Enger, dort bestand ab April 1901 ein Anschluss an die Bielefelder Kreisbahnen (eingestellt im Februar 1954) nach Schildesche, Bielefeld und Werther (Westf.). Zwischen den beiden Bahnen bestand bis 1934 eine Betriebsgemeinschaft.
- 20. September 1900 – von Enger über Spenge nach Wallenbrück
- 1. August 1902 – von Herford nach Salzuflen
- 14. September 1902 – von Salzuflen über Exter nach Vlotho Kleinbahnhof
- 1. Oktober 1903 – von Vlotho Kleinbahnhof zum Staatsbahnhof und zum Weserhafen.

Zu den bemerkenswerten Bauten für die Kleinbahn gehörten neben Brücken die Stützmauern entlang des Forellenbachs in Vlotho und an der Werre in Herford zwischen dem Haltepunkt Lübbertor und dem Bahnhof Bergertor. Letztere wurde Ende Dezember 1925 bei einem Hochwasser sogar teilweise zerstört.

### Betrieb bis zum Zweiten Weltkrieg
Zunächst wurde der Betrieb mit Dampflokomotiven durchgeführt. Die schon vor dem Ersten Weltkrieg geplante Umstellung auf den elektrischen Betrieb erfolgte zwischen dem 26. Juni 1930 und dem 16. August 1933. Neben der Personenbeförderung fand auch Güterverkehr statt. Zwischen Vlotho und Bielefeld wurden regelmäßig Waren für die Oetkerwerke transportiert. Zudem wurden über Vlotho die per Schiff aus Bremen kommenden Getreidelieferungen in das Kreisgebiet befördert.
Im Fahrplanjahr 1939 verkehrten die Züge zwischen Spenge und Bad Salzuflen über Enger – Herford im Stundentakt, alle 120 Minuten fuhren die Bahnen weiter bis Vlotho (Reichsbahnhof). Ab/bis Wallenbrück gab es täglich fünf Zugpaare. Die Fahrzeit betrug ab Spenge nach Enger ca. 10, bis Herford Kleinbahnhof 35, Bad Salzuflen Kurpark 58 und Vlotho (Rbf) 95 Minuten.

### Krieg: Die 1940er Jahre
Im Zweiten Weltkrieg wurde besonders das Bahnhofsgelände in Herford in Mitleidenschaft gezogen. Zwischen dem 16. November und dem 18. Dezember 1944 musste der Betrieb ganz eingestellt werden. Zu einer weiteren Stilllegung kam es zwischen dem 3. April und dem 5. Juni 1945, als das Kreisgebiet durch alliierte Truppen besetzt wurde. Kurz darauf wurde der Betrieb unter Dampf wieder aufgenommen. Am 9. Februar 1946 wurde die Strecke unterbrochen, als nach einem Hochwasser die Hansabrücke in Herford einstürzte. Der Wiederaufbau erfolgte bis zum 1. Mai 1949.

### Niedergang und Betriebseinstellung
Obwohl der Vlothoer Hafen mit seinem Kleinbahnanschluss den Zweiten Weltkrieg unbeschädigt überstanden hatte, fand zwischen Exter und Vlotho kaum mehr Güterverkehr mit der Kleinbahn statt. Das galt auch für die Personenbeförderung, die ebenso zunehmend auf die Straße verlagert wurde. So wurde im Jahr 1947 über eine Stilllegung nachgedacht. Die weitere Entwicklung führte im August 1956 zur Einstellung des Güterverkehrs Bad Salzuflen–Vlotho. Die Beförderungszahlen im Personen- und im Güterverkehr stiegen zunächst wieder an, ab den 1950er Jahren wuchs jedoch die Konkurrenz durch den Einsatz von Omnibussen und den Individualverkehr. Ab 1951 verkehrten Busse der EMR parallel zur Kleinbahn. Die Verbindung Herford–Schwarzenmoor–Exter wurde von Privatbussen der Firma Pieper bedient, die hierfür kurz nach dem Krieg die Konzession erhalten hatte. Diese Streckenführung war schon in den anfänglichen Überlegungen zum Kleinbahnbau bedacht worden, die damals zum Einsatz vorgesehenen Dampfloks wären aber für die vorhandenen Steigungs- und Gefällestrecken nicht geeignet gewesen. Der Abwerbung von Kleinbahn-Fahrgästen konnten die EMR/Herforder Kleinbahnen hier erst 1962 durch Übernahme dieser Buskonzession entgegenwirken. Die Notwendigkeit zusätzlicher Busverbindungen ergab sich durch Erschließungsaufgaben teils neuer oder erweiterter Siedlungen abseits des um die Jahrhundertwende geplanten Schienennetzes.
1952 wurden moderne Trieb- und Beiwagen beschafft; sie konnten den Fahrgastrückgang und die Abwanderung in und Abwerbung durch die teils vom eigenen Unternehmen (EMR) betriebenen Busse nicht verhindern. 1960 wurden 2.421.871 Personen und 79.013 t Güter befördert. Als 1962 die Konzession ablief und die Stadt Herford sowie der in Bad Salzuflen betroffene Kreis Lemgo kein Interesse mehr an einer Verlängerung hatte, war das Ende der Bahn besiegelt. Nach und nach wurden folgende Abschnitte der Bahn abgebaut:
- 29. April 1962 – von Exter nach Vlotho
- 5. November 1962 – von Herford, Bergertor nach Exter
- 2. November 1963 – von Spenge nach Wallenbrück
- 1. Juli 1964 – von Herford, Bergertor bis Herford, Kleinbahnhof
- 22. April 1966 – von Spenge nach Herford

Der Güterverkehr wurde noch auf einem kleinen Teilstück in Herford fortgeführt, allerdings am 30. Juni 1966 auch dort eingestellt.

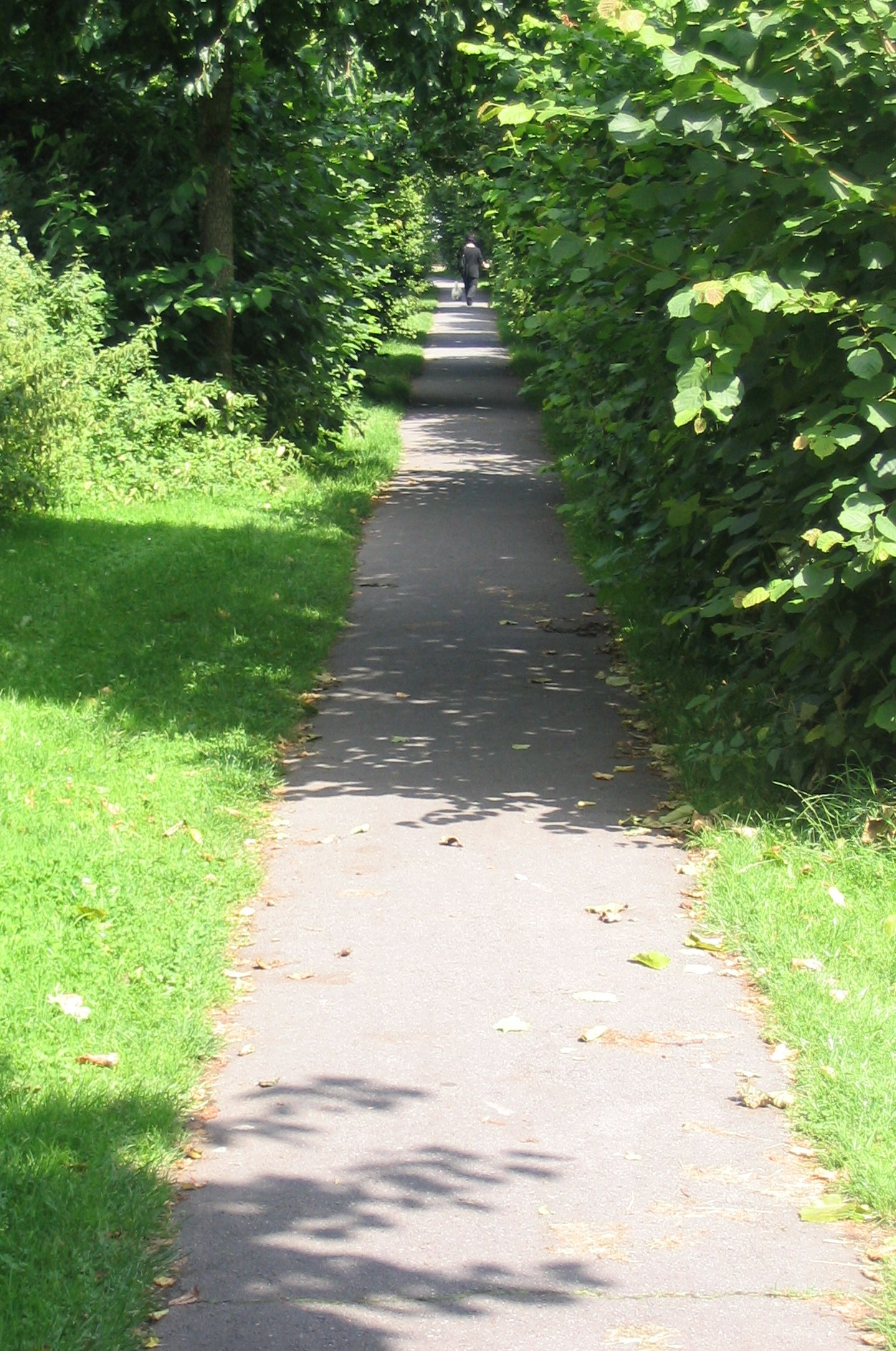
Die Kleinbahntrasse in Spenge zwischen Bahnhof und Siedlung heute (geographische Lage: ⊙)
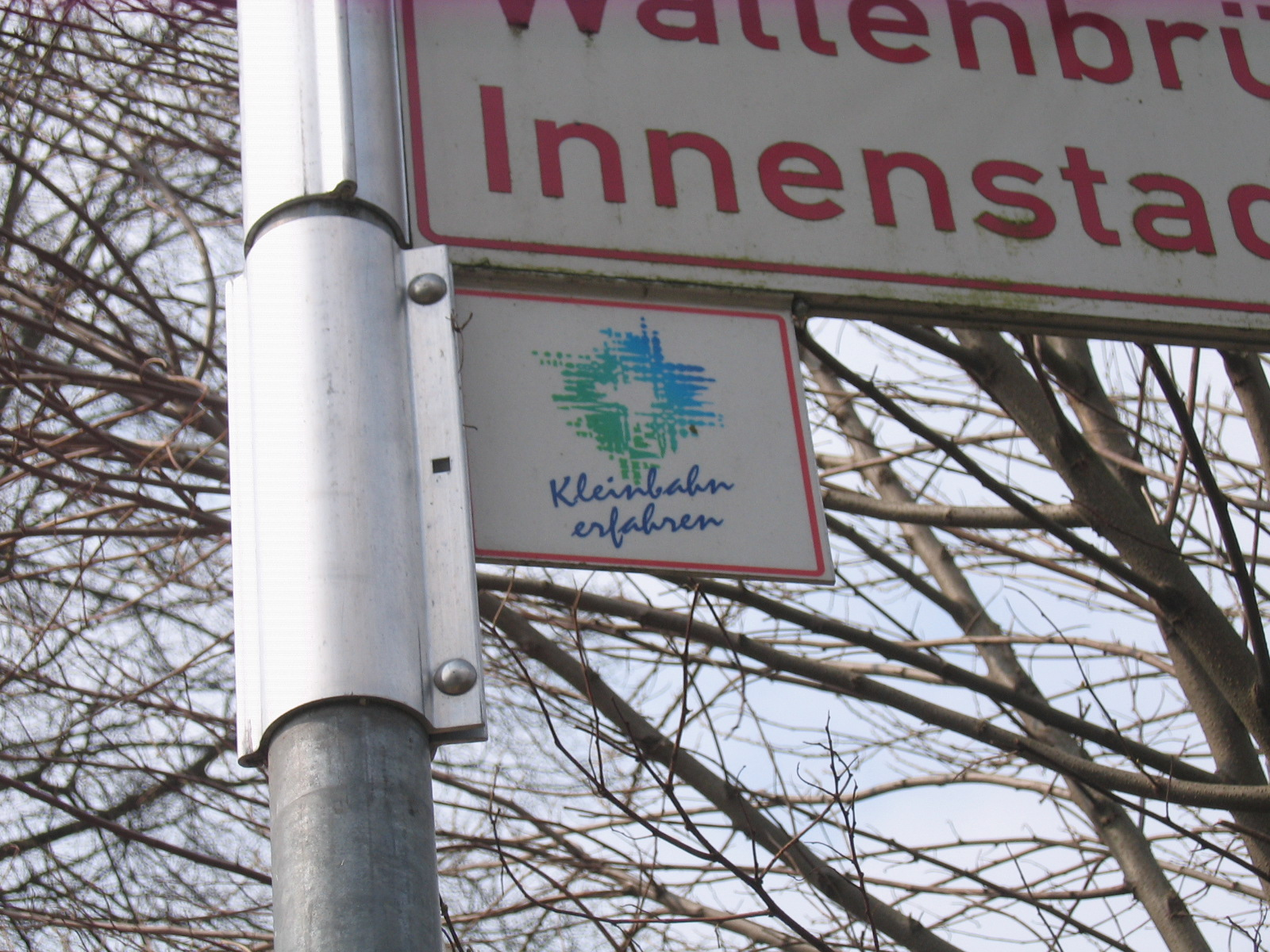
Radwegschild für den Bahntrassenweg „Kleinbahn erfahren“ bei Spenge
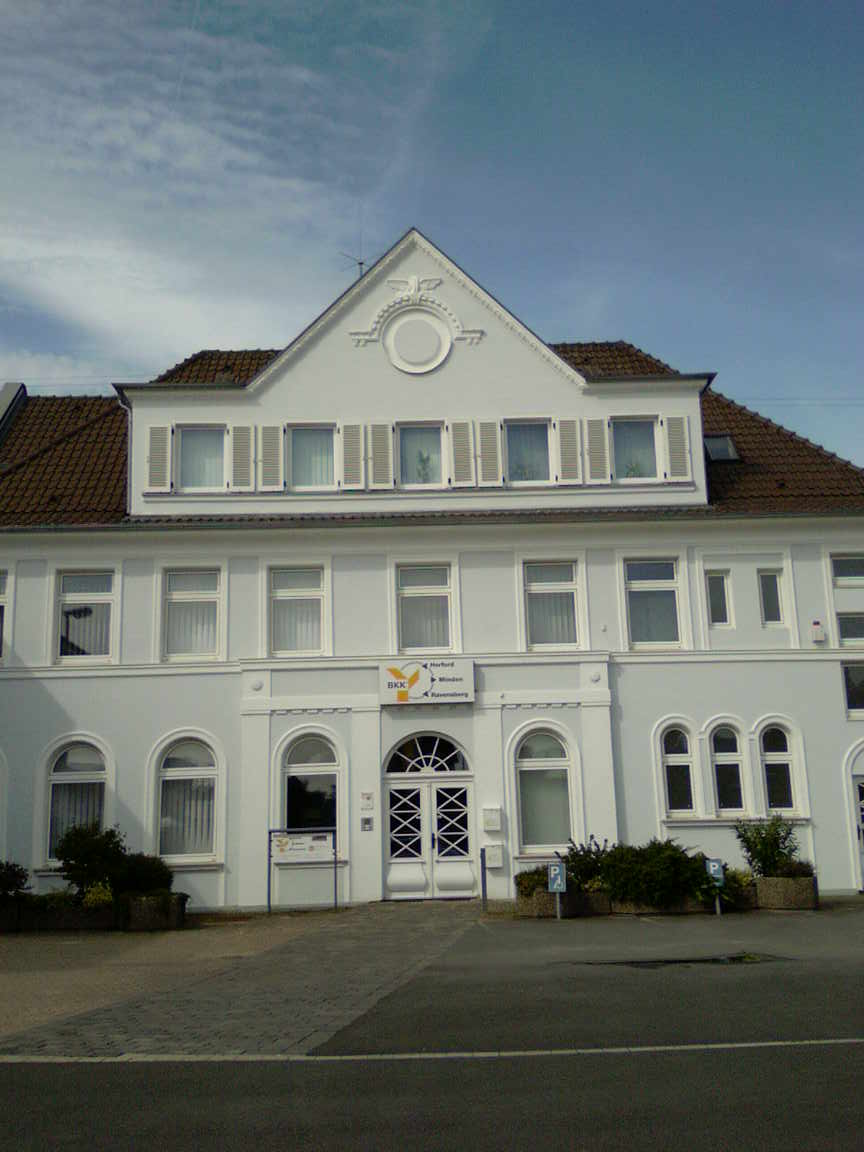
Kleinbahnhof in Herford
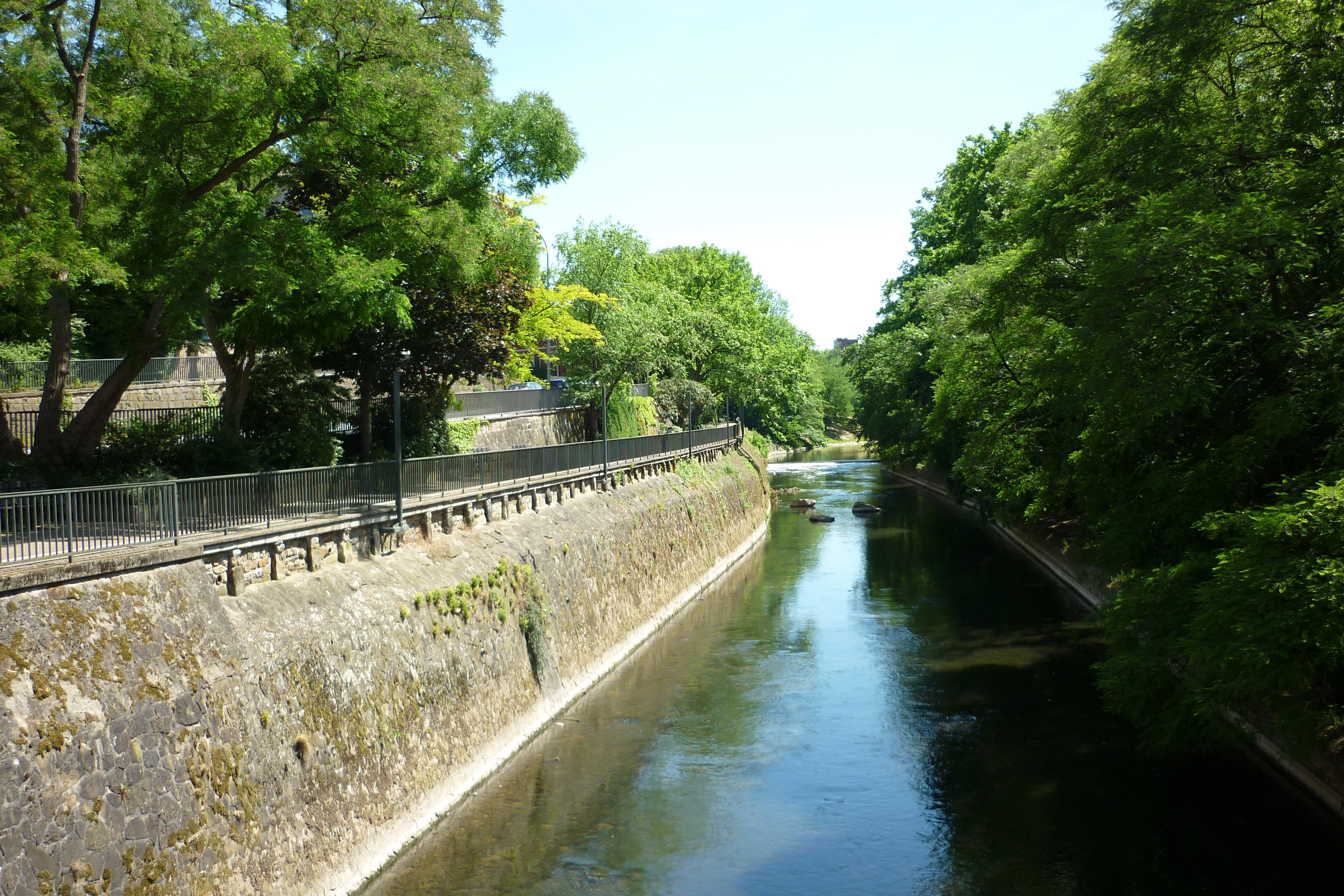
Die Stützmauer der Kleinbahntrasse neben der Werre (Herford) heute
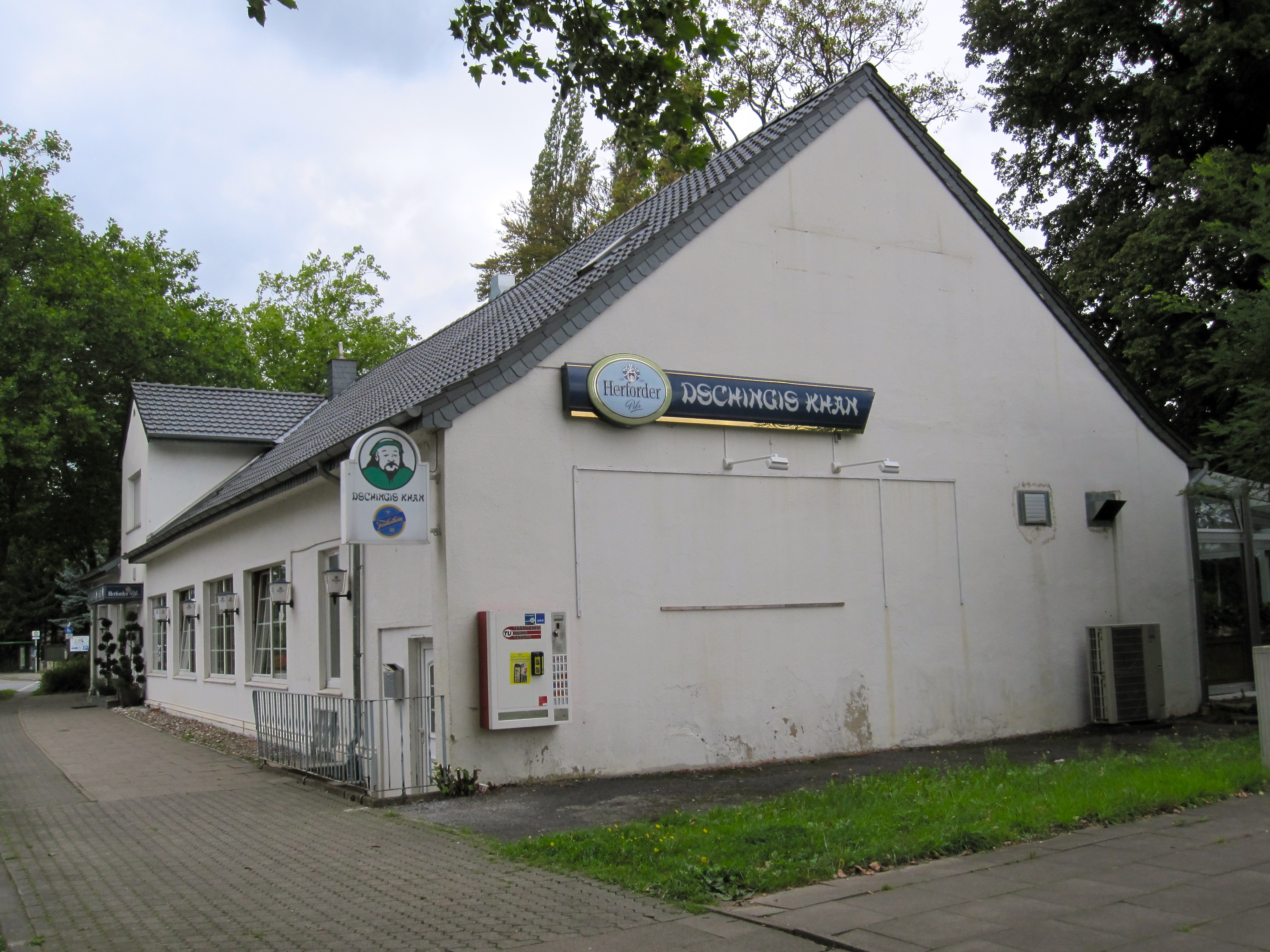
Der ehemalige Kleinbahnhof Friedenstal (heute Gaststätte)
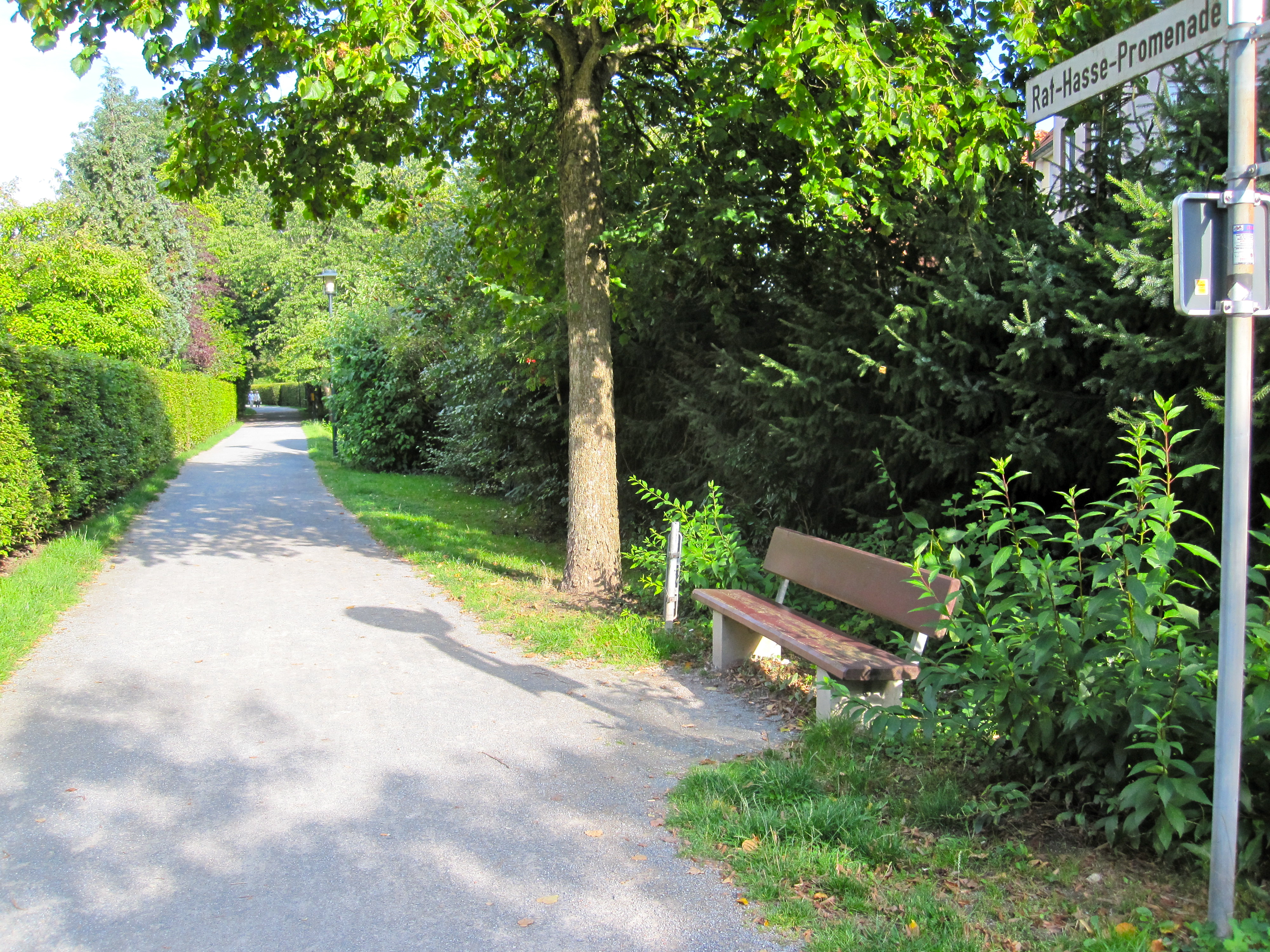
Rat-Hasse-Promenade in Bad Salzuflen als Rad- und Fußweg auf der Kleinbahntrasse
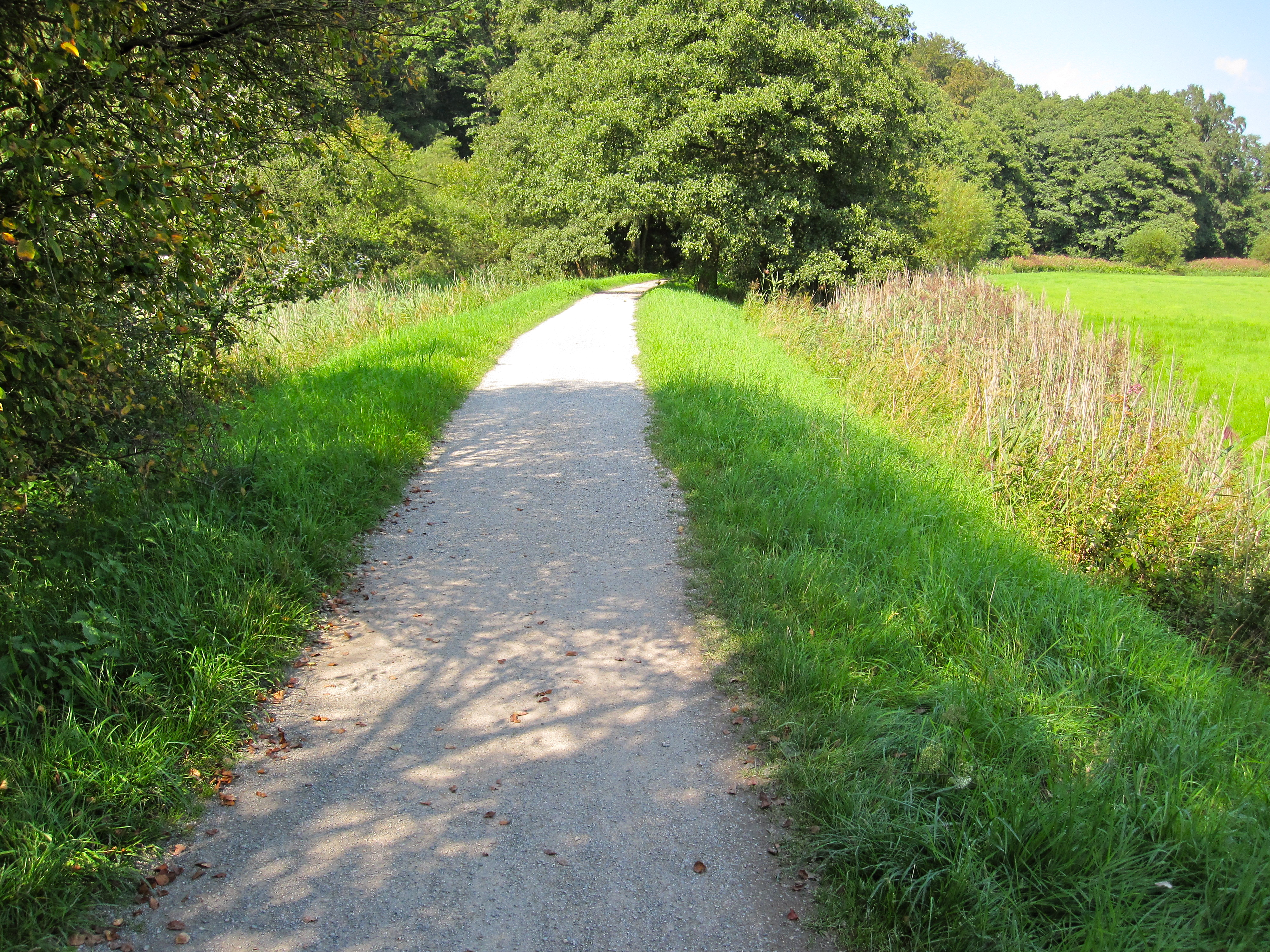
Ehemaliger Bahndamm der Kleinbahn zwischen Kurpark und Loose (heute Rad- und Wanderweg)

## Fahrzeuge
Der Betrieb wurde mit fünf Dampflokomotiven der Bauart B1 von Hagans aufgenommen, die baugleich mit den Lokomotiven der Bielefelder Kreisbahnen waren. Wie dort wurden 1903 zwei stärkere Lokomotiven mit drei gekuppelten Achsen von Borsig beschafft. Die leichten Lokomotiven wurde in den 1920er Jahren durch drei vierachsige Lokomotiven von Borsig ersetzt, eine weitere wurde bald nach Inbetriebnahme gegen eine den älteren Borsig-Lokomotiven von der Bielefelder Kreisbahn eingetauscht. Alle Lokomotiven wurden 1956 verschrottet. Vier der zweiachsigen Lokomotiven wurden 1920 und 1922 an die Mindener Kreisbahnen und die Kehdinger Kreisbahn verkauft, die fünfte 1935 verschrottet. Die Dreikuppler-Lok wurde 1938 verschrottet, die vierachsigen in den 1950er Jahren.
1951 und 1953 wurde je eine zweiachsige Diesellokomotive bei Deutz beschafft (Köf 12 und Köf 14), 1959 eine weitere Lokomotive als V 15 bei der Ruhrthaler Maschinenfabrik Schwarz & Dyckerhoff. Diese Loks wurden nach Betriebseinstellung an die Inselbahn Juist, die Sylter Inselbahn und die Kreis Altenaer Eisenbahn verkauft.
Außerdem waren zwei regelspurige Lokomotiven, darunter eine Köf II, vorhanden.
Für den elektrischen Betrieb wurden 1930 vier, 1932 drei zweiachsige Triebwagen beschafft. 1952 wurden zwei vierachsige Duewag-Großraumwagen mit passenden Steuerwagen gekauft, letztere wurden 1961 zu Triebwagen umgebaut. 1954 wurden zwei gebrauchte zweiachsige Triebwagen der Mindener Straßenbahn erworben.
Für den Personenverkehr waren zunächst 19 vierachsige Personenwagen vorhanden, die vom Düsseldorfer Eisenbahnbedarf hergestellt waren. 1949/50 wurden fünf Wagen für Dampfzüge gebraucht gekauft. Für den elektrischen Betrieb wurden vier zweiachsige und zwei vierachsige Beiwagen neu beschafft, daneben wurden drei vorhandene Wagen umgebaut. 1949 kamen zwei Verbandswagen hinzu. Von der Mindener Straßenbahn wurden acht Beiwagen erworben, die teilweise die älteren Beiwagen ersetzten.
Weiterhin gehörten vier Packwagen, bis zu 130 Güterwagen und 70 Rollböcke zum Bestand (1939).
1956 wurden von den benachbarten Bielefelder Kreisbahnen sechs Personenwagen geliehen.

## Das Kleinbahnmuseum in Enger
Enger lag ehemals an der Strecke der Herforder Kleinbahn und den Bielefelder Kreisbahnen. Die Planungen für ein Kleinbahnmuseum begannen bereits 1998. In diesem Jahr beschloss der Stadtrat grundsätzlich, ein solches Museum in Enger anzusiedeln. Mit dem Bau des Museums wurde im November 2006 begonnen, das Richtfest im Mai 2007 gefeiert. Das Museum wurde am 13. September 2009 eröffnet. Das Gebäude ist ein direkter Anbau an einen Discountmarkt und präsentiert in einer Ausstellungshalle auf drei Gleisen eine Diesellok und zwei Wagen.